# 로널드 월레스
로날드 월레스(Ronald Wallace, 1911 ~ 2006)는 콜럼비아 신학대학원에서 성경신학을 가르쳤던 교수였다. 그는 또한 유명한 신학명문가인 토렌스 가문의 일원이었다. 그는 에덴버그 대학교에서 H.R. Mackintosh교수와 William Manson 교수에게 공부를 배웠고 PhD 논문은 칼빈의 말씀과 성찬론 (Calvin's Doctrine of the Word and Sacraments) 이었다.

## 경력
- 브로라에서 목회
- 1940 글래스고 폴락 교회
- 스코틀랜드 Huts and Canteens 교회
- 1951년 Lanark St Kentigern 's Church
- 1958 에든버러 Lothian Road Church
- 1964 조지아 디케 이터 콜럼비아 신학대학원의 성경 신학 교수
- 1977 베이루트 이스트 신학교

## 가족과 신학네트웍
1937년 7월 그는 토머스 F. 토렌스의 자매 인 Mary Moulin Torrance와 결혼했다. 그들은 아들 David와 두 딸, Elizabeth와 Heather를 두었다. 월리스의 조카에는 신학자 이언 토 런스 와 앨런 토런스가 있다. 그의 사위 조지 뉴랜즈 도 학문적 신학자이다.

## 같이 보기
- 토렌스 가문